# Kohleria lucianii
Kohleria lucianii là một loài thực vật có hoa trong họ Tai voi. Loài này được (André) Fritsch mô tả khoa học đầu tiên năm 1894.